# دانبرووا بیسکوپیا
دانبرووا بیسکوپیا (به لهستانی:  Dąbrowa Biskupia) یک روستا در لهستان است که در گمینا دانبرووا بیسکوپیا واقع شده‌است.